# Hostess Brands
Hostess Brands, Inc. – vormals Interstate Bakeries Corporation (IBC) – war das größte Bäckereiunternehmen und der größte Händler von Backwaren in den Vereinigten Staaten und Eigentümer der Marken Hostess (Twinkie), Wonder Bread, Nature’s Pride, Dolly Madison, Butternut Brote und Drake’s.
Anfang 2012 ging das Unternehmen – bereits zum zweiten Mal – in die Insolvenz. Da sich kein Käufer fand und die Gewerkschaft keine weiteren Gehaltskürzungen für die Mitarbeiter akzeptierte, sondern für diesen Fall einen unbefristeten Streik ankündigte, beschloss das Management im November 2012 das Ende des Unternehmens. Rund 18.000 Mitarbeiter verloren damit ihren Arbeitsplatz.

## Marken
- Baker’s Inn,  Beefsteak, Blue Ribbon, Bread du Jour, Butternut Breads, Colombo
- Cotton’s, Di Carlo, Drake’s, Dolly Madison, Dutch Hearth, Eddy’s, Home Pride
- Hostess: Twinkie, J.J. Nissen, Merita, Millbrook, Mrs. Cubbison’s, Parisian
- Standish Farms, Sweetheart, Wonder Bread, Nature’s Pride